# آرامگاه خواجه نبی
آرامگاه خواجه نبی مربوط به دوره سلجوقیان است و در شهرستان نیشابور، بخش تحت جلگه، روستای حصار نو واقع شده و این اثر در تاریخ ۱۰ دی ۱۳۸۱ با شمارهٔ ثبت ۶۷۳۸ به عنوان یکی از آثار ملی ایران به ثبت رسیده است. این بنا در بین اهالی محل به آرامگاه «خواجه نبی» مشهور است ولی در خصوص اصالت و هویت شخص مدفون شده در این مکان اطلاع دقیقی در دست نیست.

## معماری بنا
این بنا در دوره‌های مختلف بارها با تغییراتی رو به رو بوده و در دوره قاجاریه به‌طور کامل مورد بازسازی و مرمت قرار گرفته است. این بنا از سمت خارج به شکل مربع و از داخل به صورت چلیپایی می‌باشد و ورودی آن در ضلع جنوبی به صورت ایوانی کوتاه و عریض است. برای نصب گنبد این بنا، دهانه هشت ضلعی به صورت هشت وجهی با قوس جناقی ایجاد شده که در منطقه خراسان منحصر به فرد می‌باشد.